# T8AA-AM
T8AA-AM — радиостанция на острове Малакал в Палау. Одна из двух главных вещающих радиостанций на Палау, второй является T8AA-FM. Также на Палау вещают японские и американские радио. Частота — 1584 кГц, мощность — 5000 ватт. Разрешение вещания было выдано правительством Палау. Транслирует новости, объявления, ток-шоу и музыку. Язык вещания — палау. Вещание началось в 1998 году.
Когда она открылась, её частота составляла 1500 кГц, мощность — 250 ватт.